# Espatangoides
Els espatangoides (Spatangoida) són un ordre d'equinoïdeus que inclou més de 1.000 espècies d'eriçons de mar irregulars, les dues terceres parts de les quals estan extingides. Els espatangoides són un dels ordres més complexos i diversos dels eriçons de mar contemporanis. La seva closca de calcària i el fet que excaven galeries als sediments els fan fòssils molt abundants i ben conservats.

## Característiques
Els espangoides tenen un cos ovoide, amb marcada simetria bilateral en lloc de ser pentaradial. La seva cara aboral (superior) és convexa i la seva cara oral (inferior) més o menys plana. Les radioles són sovint llargues i de morfologia molt variada segons la seva ubicació al cos (sovint una catifa de radioles molt curtes i uns quants mechons més llargs en espècies que viuen a poca fondària, arquejant-se cap enrere).
La seva closca es caracteritza pel fet que la boca ha migrat cap a la part frontal del cos (en lloc de situar-se al centre de la cara oral), i l'anus a l'altre extrem, formant un eix antero-posterior, inusual en equinoderms. El disc apical és compacte i l'ambulacre posterior de la cara oral s'ha diferenciat en un plastró anomenat labrum, mentre que les plaques ambulacrals que envolten la boca porten podis modificats en tentacles bucals. La closca mostra dues fascioles, una envoltant els pètals i l'altre situat sota l'anus.

## Taxonomia
L'ordre Spatangoida inclou 19 famílies:
- Família Hemiasteridae H. L. Clark, 1917
- Família Palaeostomatidae Lovén, 1868
- Família Asterostomatidae Pictet, 1857
- Família Brissidae Gray, 1855
- Família Palaeotropidae Lambert, 1896
- Família Eupatagidae Lambert, 1905
- Família Eurypatagidae Kroh, 2007
- Família Loveniidae Lambert, 1905
- Família Macropneustidae Lambert, 1905
- Família Maretiidae Lambert, 1905
- Família Megapneustidae Fourtau, 1905 †
- Família Spatangidae Gray, 1825
- Família Aeropsidae Lambert, 1896
- Família Micrasteridae Lambert, 1920a
- Família Pericosmidae Lambert, 1905
- Família Prenasteridae Lambert, 1905
- Família Schizasteridae Lambert, 1905
- Família Somaliasteridae Wagner & Durham, 1966a †
- Família Toxasteridae Lambert, 1920a †

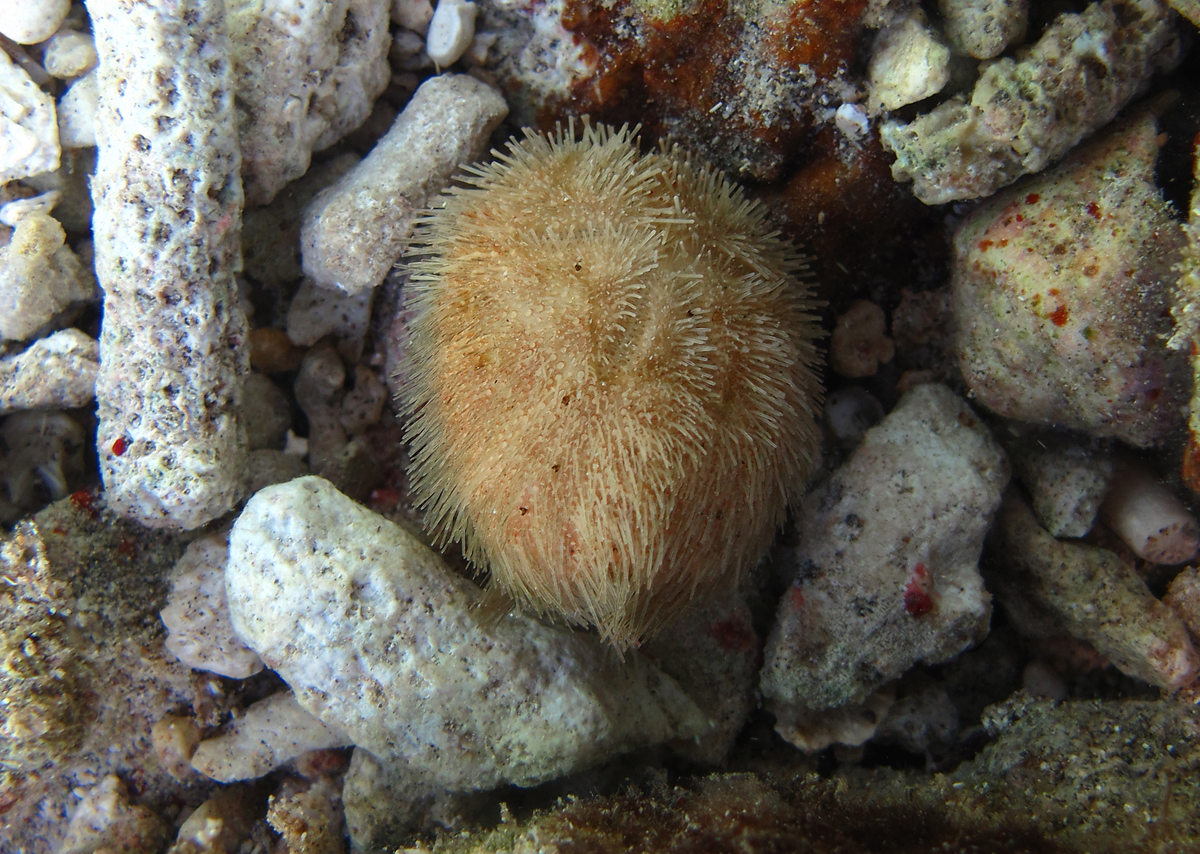
Brissus latecarinatus (Brissidae)
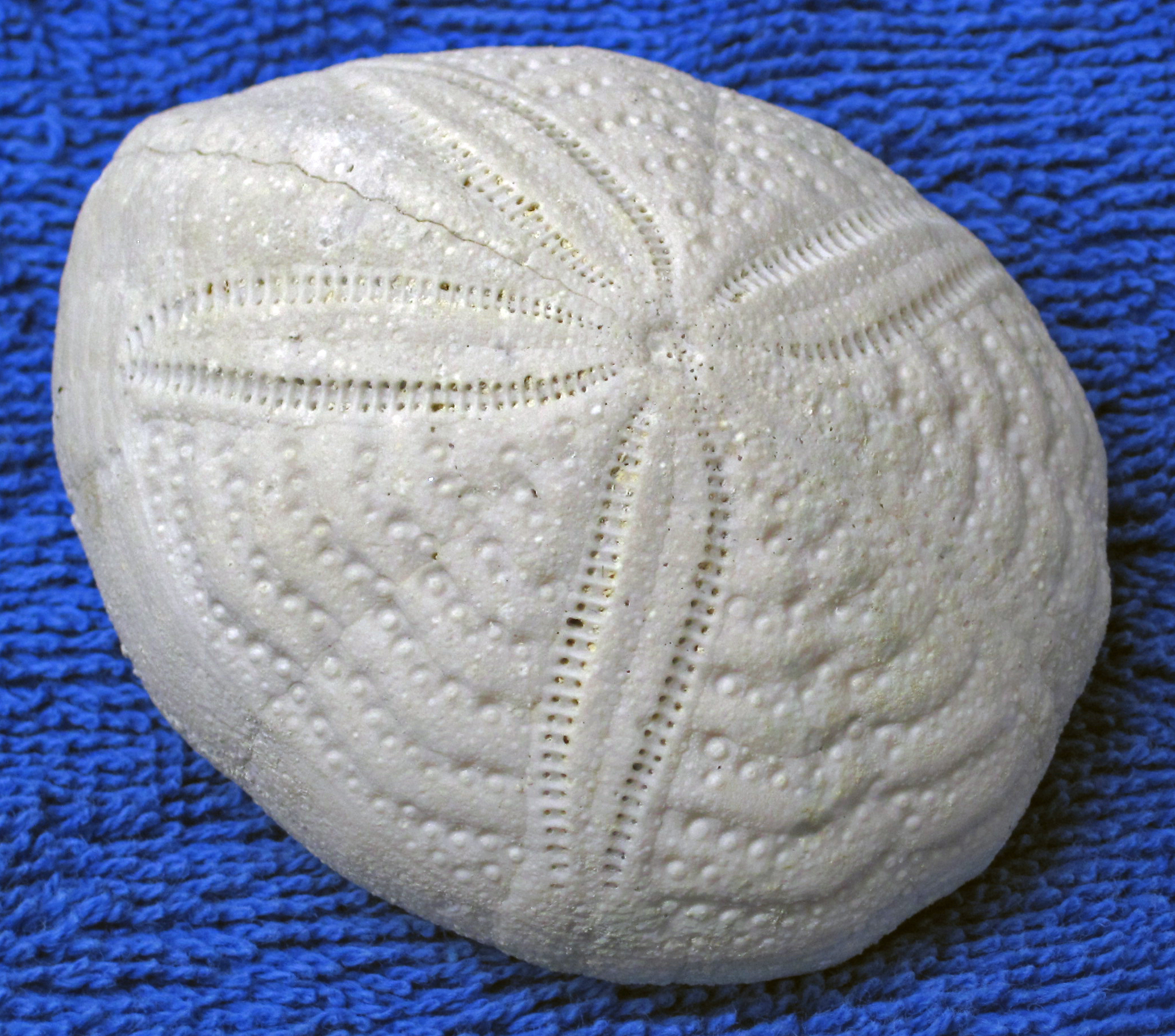
Eupatagus mooreanus (Eupatagidae)
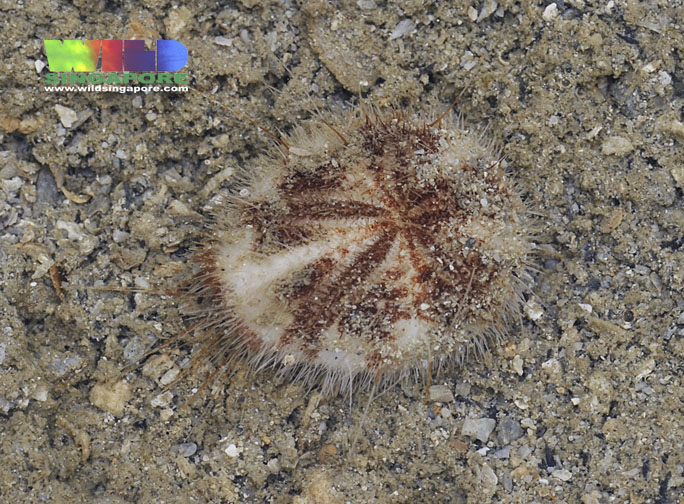
Maretia planulata (Maretiidae)
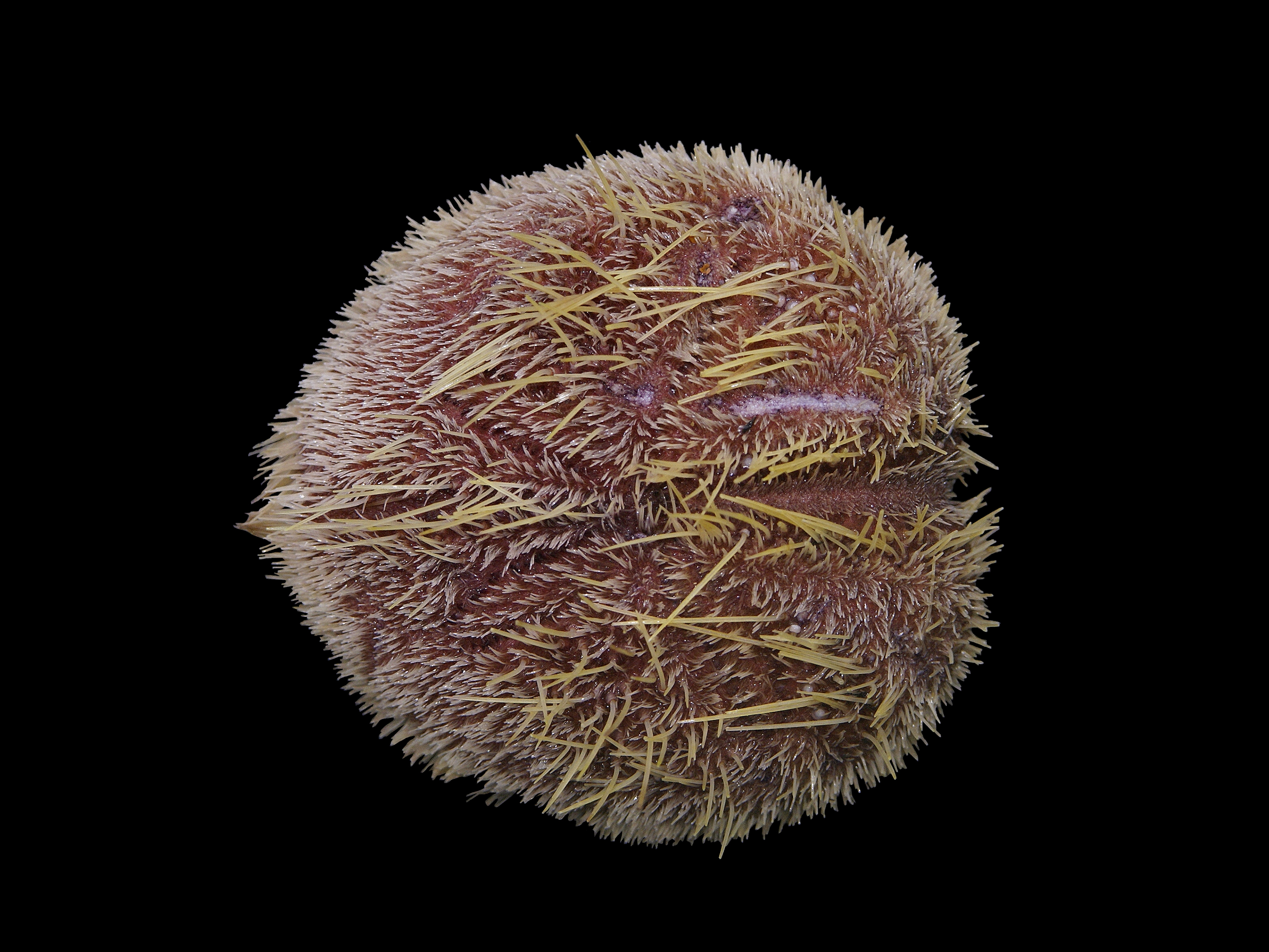
Spatangus purpureus (Spatangidae)
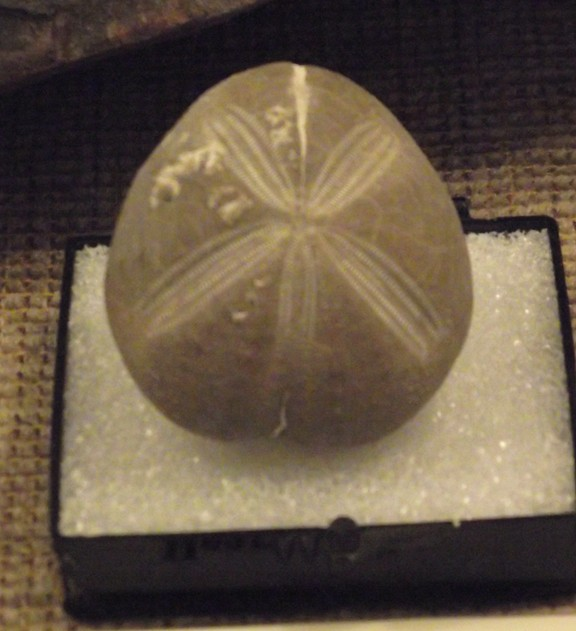
Fossile of Palhemiaster comanchei (Hemiasteridae)
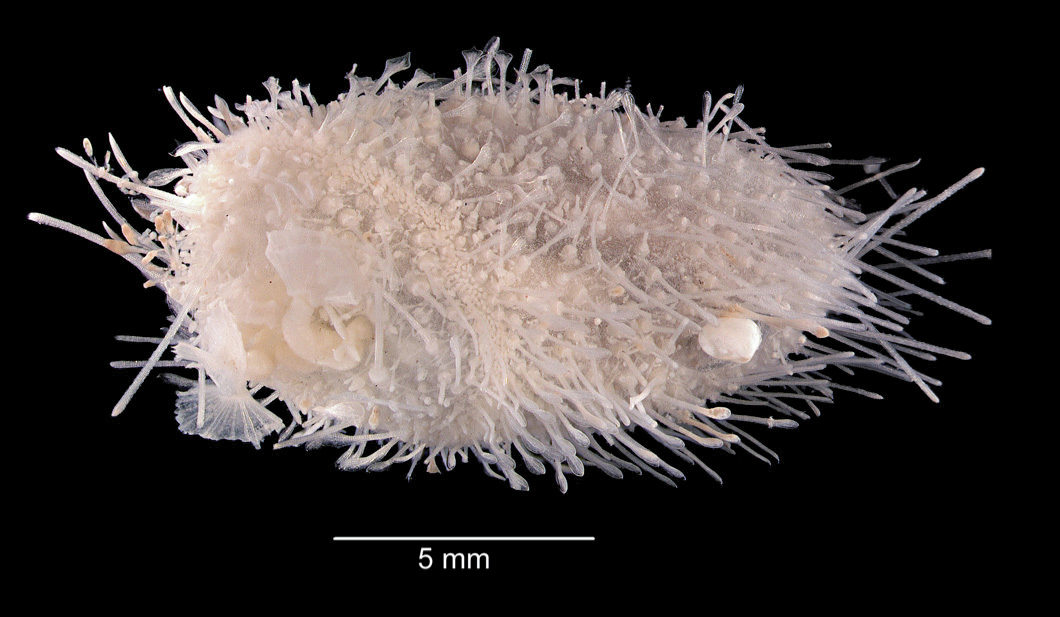
Aeropsis rostrata (Aeropsidae)
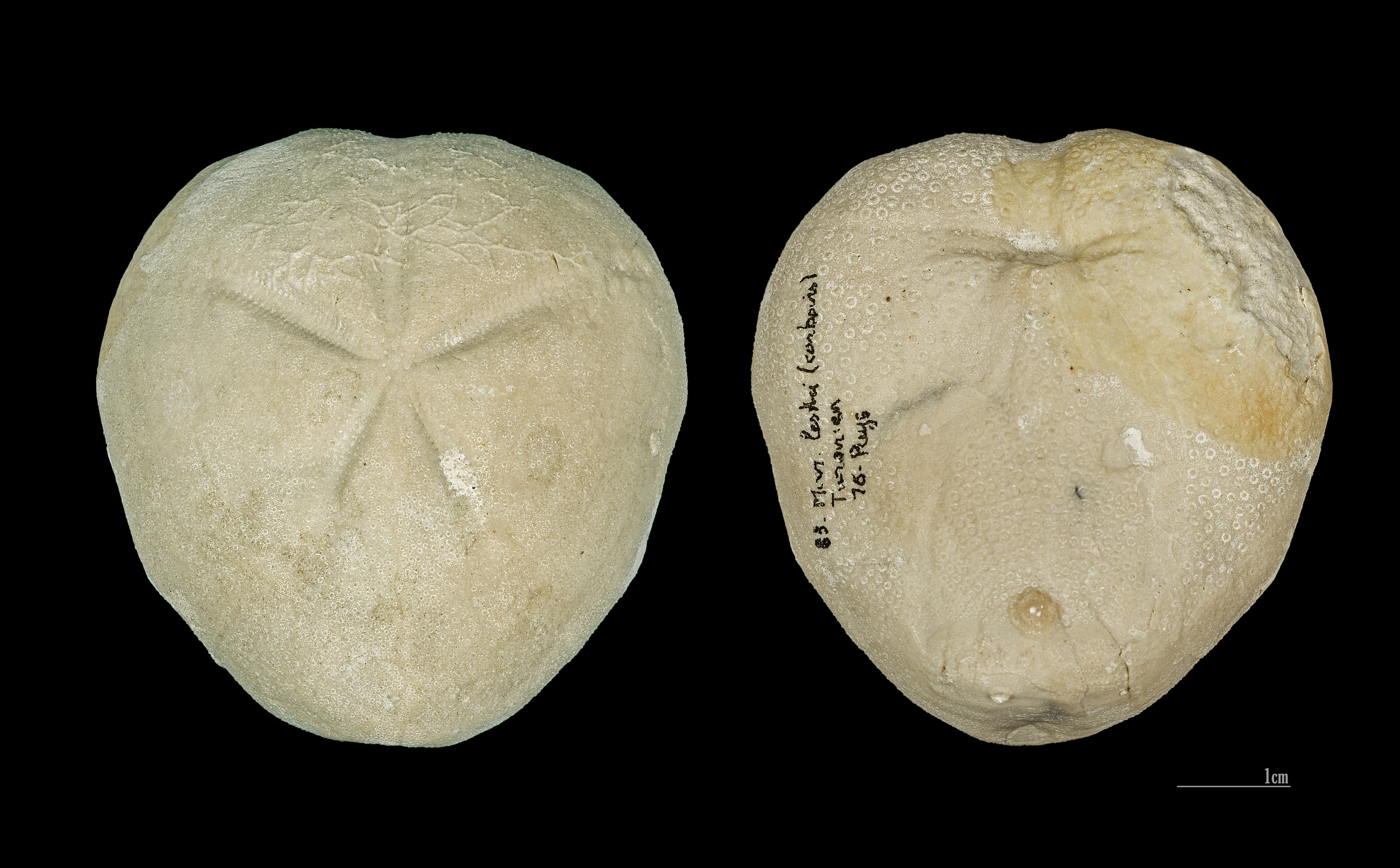
Fossile de Micraster leskei (Micrasteridae)
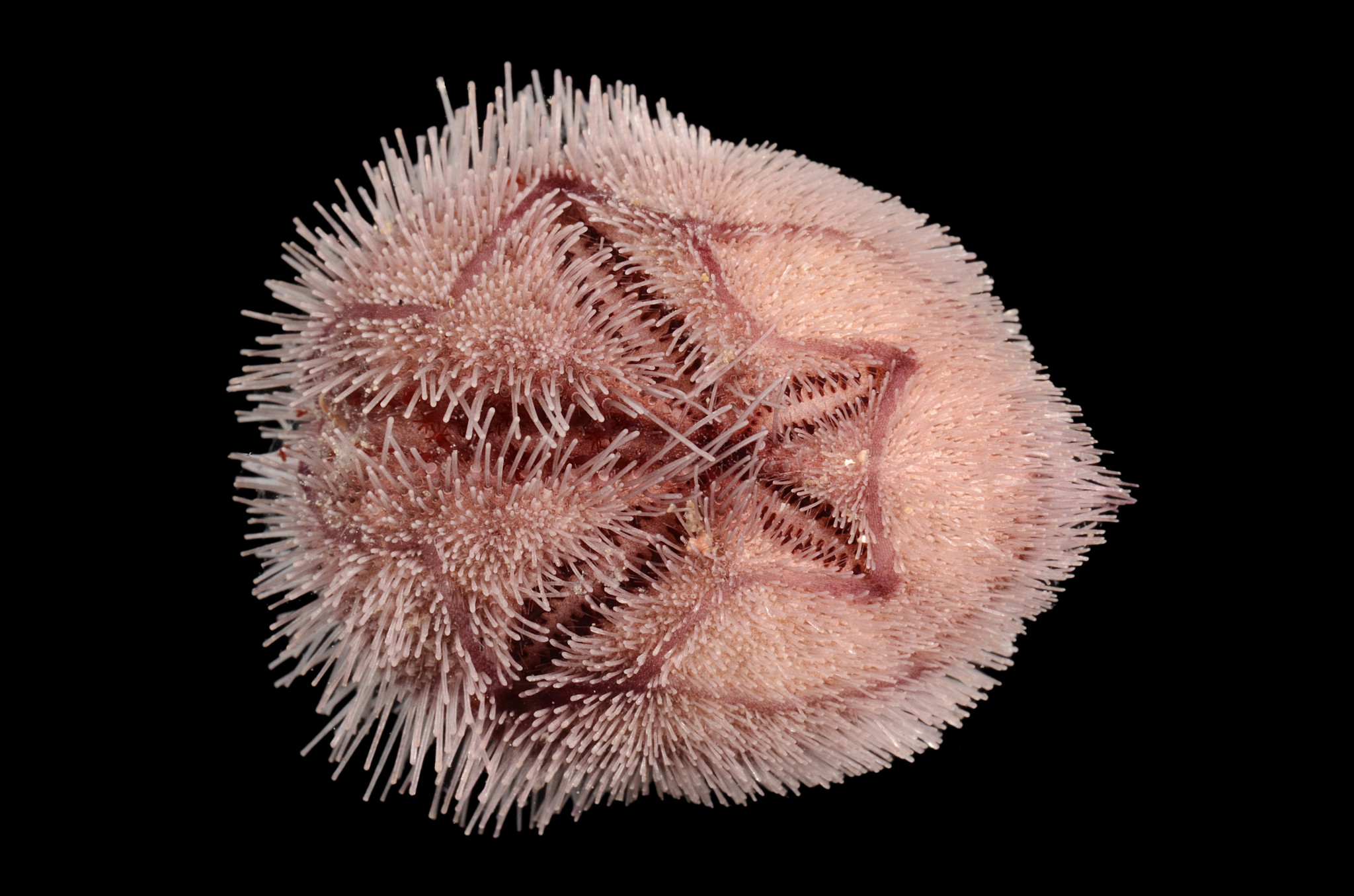
Prymnaster investigatoris (Schizasteridae)
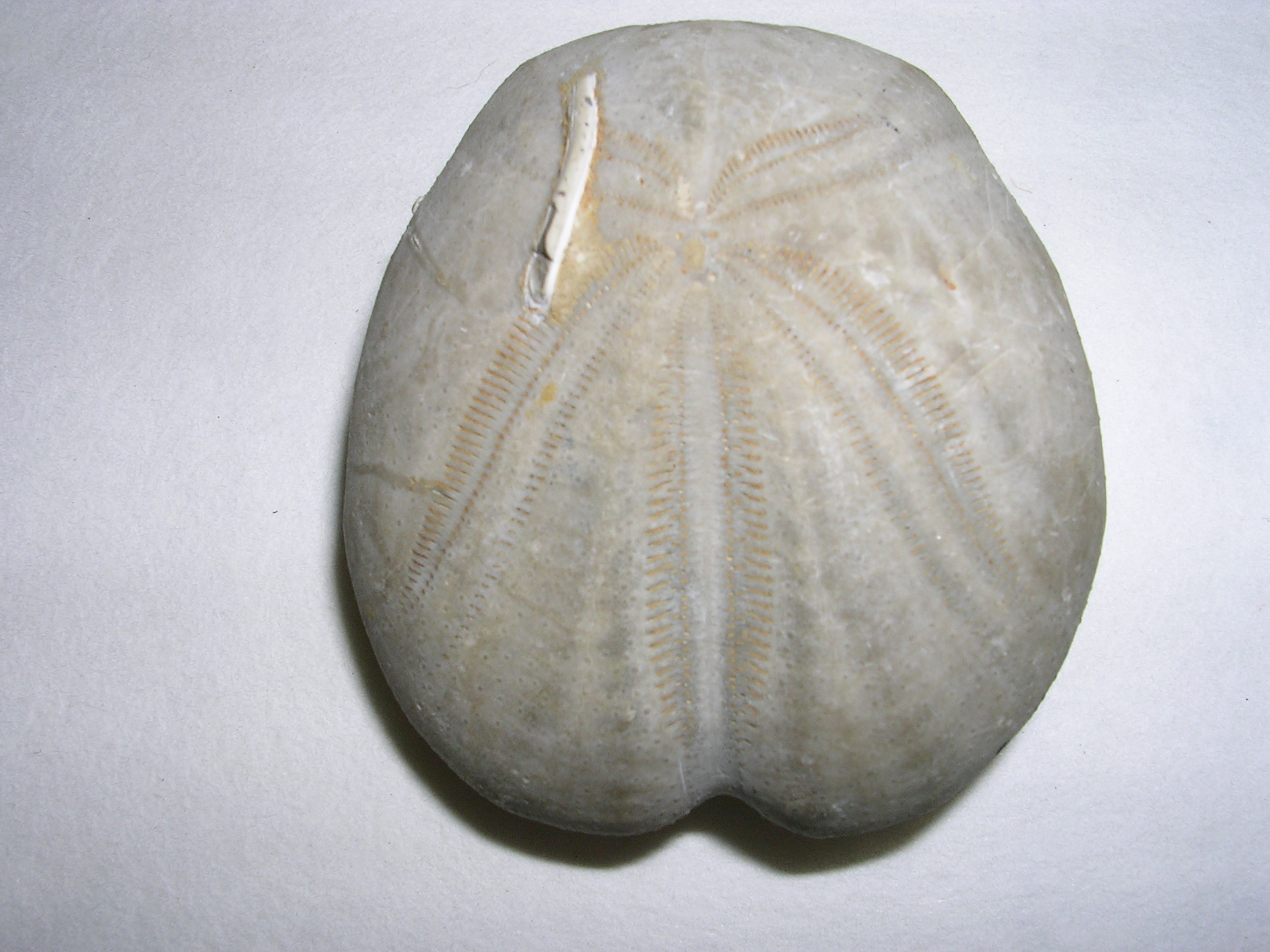
Fossile d'Heteraster oblongus (Toxasteridae)